# Hellraiser: Deader
Série Hellraiser
Hellseeker
(2002) Hellworld
(2005)
Pour plus de détails, voir Fiche technique et Distribution.
Hellraiser: Deader est un film américain réalisé par Rick Bota, sorti en 2005, c'est le septième film de la saga Hellraiser.
Le film suit Amy Klein, reporter spécialisée dans l'occulte, qui reçoit une vidéo sur laquelle elle assiste à la résurrection d'une personne assassinée. Elle décide de mener son enquête, laquelle la conduira à Bucarest où elle découvrira l'existence d'un culte secret..

## Synopsis
La journaliste d'investigation Amy Klein (Kari Wuhrer) est envoyée à Bucarest pour enquêter sur les origines d'une bande vidéo montrant apparemment l'assassinat et la résurrection d'un membre d'une secte appelée « les Deaders ». A Bucarest, Amy traque l'adresse de retour de la VHS et découvre le cadavre d'une jeune fille tenant une boîte de puzzle. Elle résout la boîte, ce qui provoque Pinhead à comparaître qui, étrangement, ne fait qu'avertir Amy qu'elle est en danger. Amy poursuit sa piste, pour trouver Winter Lemarchant (Paul Rhys), le leader de la secte. Winter est le descendant du fabricant de jouets qui a conçu la boîte de puzzle, qui peut ouvrir un portail vers un royaume peuplé par les cénobites, des entités hédonistes qui expérimentent des formes d'extrême sado-masochisme. Winter pense qu'en tant qu'héritier, il est son droit d'accéder au royaume des cénobites et de devenir leur maître grâce à son culte.
Cependant, Winter est incapable d'ouvrir la boîte par lui-même. Estimant qu'il faut des personnes que la vie a amenées à un point nihiliste par-delà la vie ou la mort, Winter a fondé les Deaders pour attirer des individus émotionnellement vulnérables, les assassiner, et les ressusciter dans l'espoir de créer une personne qui peut ouvrir la boîte. Winter tue et ressuscite Amy, entraînant un rêve éveillé prolongé au cours duquel elle revit les abus sexuels de son enfance. Pour revenir à la réalité dans l'enceinte des Deaders, Amy ouvre avec succès la boîte et convoque les cénobites. Pour toute réponse, leur chef, Pinhead, exprime son dédain pour Winter et sa famille et affirme que n'importe quel mortel ne pourrait jamais contrôler les cénobites. Pinhead et les cénobites abattent tous les Deaders avant d'indiquer à Amy qu'elle a maintenant une dette envers eux en rouvrant la boîte. Plutôt que d'être ramenée au royaume cénobite, Amy se tue.

## Fiche technique
- Titre : Hellraiser: Deader
- Réalisation : Rick Bota
- Scénario : Neal Marshall Stevens et Tim Day
- Photographie : Vivi Dragan Vasile
- Musique : Henning Lohner
- Production : David S. Greathouse, Nick Phillips et Ron Schmidt
- Sociétés de production : Dimension Films, Miramax Films, Castel Film Romania et Neo Art & Logic
- Budget : 4 millions de dollars (2,93 millions d'euros)
- Pays de production : États-Unis, Roumanie
- Format : Couleurs - 35 mm - 1,85:1 - Dolby Digital
- Genre : Horreur, fantastique et thriller
- Durée : 88 minutes
- Dates de sortie :
  - États-Unis : 7 juin 2005 (en DVD)
  - France : 25 octobre 2006 (en DVD)
- Interdit aux moins de 12 ans

## Distribution
- Kari Wuhrer (VF : Marie-Frédérique Habert) : Amy Klein
- Paul Rhys (VF : Damien Boisseau) : Winter LeMarchand
- Simon Kunz (VF : Régis Reuilhac) : Charles Richmond
- Marc Warren (VF : Vincent Ropion) : Joey
- Georgina Rylance : Marla
- Doug Bradley : Pinhead
- Ionut Chermenski : le chef de groupe
- Hugh Jorgin : le journaliste arrogant
- Linda Marlowe : Betty
- Madalina Constantin : Anna
- Ioana Abur : Katia
- Constantin Barbulescu : le propriétaire
- Daniel Chirea : le père d'Amy
- Maria Pintea : Amy enfant
- Daria Enescu (VF : Jessica Barrier) : la petite fille peintre

## Autour du film
- Le tournage s'est déroulé à Bucarest, en Roumanie.
- Hellraiser 7 et 8 ont été tournés l'un à la suite de l'autre.
- Le scénario de Neal Marshall Stevens n'avait initialement rien à voir avec l'univers d'Hellraiser, mais quand il a été décidé que le film serait une suite de ce dernier, Tim Day a fait du personnage de Winter un descendant de LeMarchand[1].